# ARTIST FC
『ARTIST FC』（アーティスト エフ・シー）は、文化放送で2023年3月28日（27日深夜）より2025年3月28日（27日深夜）まで、火曜 - 金曜の未明（月曜 - 木曜の深夜）に放送されていた音楽番組で、実質的なフィラー番組。
このページでは、同年6月より本時間帯にてスペシャルパーソナリティを迎えて不定期で放送された音楽ワイド番組『ARTIST FCスペシャル』についても取り上げる。

## 概要
これまでの『日野ミッドナイトグラフィティ 走れ!歌謡曲』や『ヴァイナル・ミュージック〜歌謡曲2.0〜』とは大きくスタンスが異なり、1時間ごとに1組の音楽家、歌手らを取り上げて、その楽曲をフルコーラスでかけるという特集型番組となる。なお前番組から文化放送が週替わりで選ぶ推薦曲を流すコーナーは引き継ぎ、「ARTIST FC 今週の歌」として3時台・4時台のそれぞれ時報直後・番組中盤のCM直後に1曲づつ流される。また1時間ごとのフォーマット編成となり、3時台の終わりにも太田は別れのあいさつを行い、番組を締める形としている。前番組のようなメールアドレスの告知もなく、募集なども行っていない。
なお、前番組終了時点では4:45以降は制作局の文化放送が飛び降り、ネット局向けの裏送りで放送されていたが、本番組はその処置は取らず、ラジオ大阪も4:45までの放送となる。また、前番組までネットしていた中国放送はこの番組のネットは行わず、『オールナイトニッポン0（ZERO）』（ニッポン放送制作）の同時ネットなどへ切り替えた 。
その一方で、2023年4月2日よりRSK山陽放送が日曜朝に3時台の一部特集を遅れネットすることになった。なお、当該枠の遅れネットは『歌謡曲2.0』の内容を20分に編集した『ヴァイナル・ミュージックスペシャル』を除くと初めてのケースとなる。
2023年5月5日（4日深夜）3時台のBE:FIRST特集において、番組初となるアーティスト（グループメンバー）本人による事前収録コメントが放送された。
2025年3月28日（27日深夜）で放送終了。『東京ミッドナイト』以来58年に渡って続いていた文化放送の未明のワイド番組の歴史にひとまずの幕が下りることになった。後番組は主にQloveRの「超!A&G+チャンネル」で配信された番組の地上波リピート放送などが充てられるが、ラジオ大阪も2025年春改編時点ではこれらの番組を同時ネットすることになっている。

## ネット局
| 放送対象地域 | 放送局            | 放送時間                               | 放送期間                                              | 備考     |
| ------------ | ----------------- | -------------------------------------- | ----------------------------------------------------- | -------- |
| 関東広域圏   | 文化放送（QR）    | 火 - 金曜（月 - 木曜深夜） 3:00 - 4:44 | 2023年3月28日（27日深夜） - 2025年3月28日（27日深夜） | 制作局   |
| 近畿広域圏   | ラジオ大阪（OBC） | 火 - 金曜（月 - 木曜深夜） 3:00 - 4:45 | 2023年3月28日（27日深夜） - 2025年3月28日（27日深夜） |          |
| 岡山県       | RSK山陽放送       | 日曜 10:00 - 12:00                     | 2023年4月2日 - 2025年3月30日                          | [ 注 7 ] |

### 臨時ネット局
| 放送対象地域 | 放送局     | 放送時間                            | 備考     |
| ------------ | ---------- | ----------------------------------- | -------- |
| 富山県       | 北日本放送 | 2024年11月3日（日曜） 10:00 - 12:00 | [ 注 8 ] |

## パーソナリティ
- 太田英明（文化放送アナウンサー）

## 過去のパーソナリティ
- 西川あやの（フリーアナウンサー、元文化放送アナウンサー、『ARTIST FCスペシャル ～NewStar～』〈後述〉を担当）

## 放送リスト
- (再)は再放送、(生)は生放送、(録)は事前録音放送。
- ※印は事前録音コメントあり。

## ARTIST FCスペシャル
1組のアーティストの楽曲のみを放送する本番組と並行して、2023年6月より、1組のアーティストがスペシャルパーソナリティとして、トークとパーソナリティにまつわる楽曲披露などを104分間届ける不定期ワイド番組『ARTIST FCスペシャル』を新設。同年6月8日（7日深夜）の第1回は文化放送のスタジオからの生放送で、前番組『ヴァイナル・ミュージック〜歌謡曲2.0〜』の火曜（月曜深夜）パーソナリティを2年間務めた、シンガーソングライターの703号室・岡谷柚奈が担当した。
なお、以下の4番組が月1回の定期番組として放送されていた。
- 『オテンキのりの「お」』（2024年4月 - 11月、最終火曜（月曜深夜））
- 『松城ゆきの サヴァサヴァ』 (2024年5月 - 2025年3月、第1火曜（月曜深夜））
- 『井上由美子のどっこいどすこい由美子部屋』 (2023年11月  - 2025年3月[注 25] 、月1回水曜（火曜深夜））
- 『あきいちこ 寅の刻RADIO』 (2024年1月  - 2025年3月 、第4水曜（火曜深夜））

| 回 | 初回放送日     | 番組名                                                | パーソナリティ      | 放送方式 | 出典・備考              |
| -- | -------------- | ----------------------------------------------------- | ------------------- | -------- | ----------------------- |
| 1  | 2023年 6月8日  | ARTIST FCスペシャル 〜早くも生放送に帰ってきた703号室 | 703号室・岡谷柚奈   | 生放送   | [ 22 ] [ 23 ] [ 24 ]    |
| 2  | 8月24日        | ARTIST FC 乃木坂46スペシャル                          | 井上和 (乃木坂46)   | 録音放送 | [ 注 26 ] [ 25 ] [ 26 ] |
| 3  | 10月18日       | 文化放送スペシャルウィーク ARTIST FC 櫻坂46スペシャル | 森田ひかる (櫻坂46) | 録音放送 | [ 27 ] [ 28 ]           |
| 4  | 10月24日       | ARTIST FCスペシャル ～sources 10年間の軌跡            | sources             | 生放送   | [ 29 ] [ 30 ]           |
| 5  | 11月8日        | ARTIST FC 日向坂46スペシャル                          | 加藤史帆 (日向坂46) | 録音放送 | [ 注 27 ] [ 31 ]        |
| 6  | 11月29日       | ARTIST FCスペシャル 井上由美子の時間です #1           | 井上由美子          | 生放送   | [ 32 ] [ 33 ]           |
| 7  | 12月7日        | ARTIST FC 乃木坂46スペシャル 第二弾                   | 川﨑桜 (乃木坂46)   | 録音放送 | [ 34 ]                  |
| 8  | 12月27日       | ARTIST FCスペシャル 井上由美子の時間です #2           | 井上由美子          | 生放送   | [ 35 ] [ 36 ]           |
| 9  | 2024年 1月24日 | ARTIST FCスペシャル あきいちこ 寅の刻RADIO            | あきいちこ          | 生放送   |                         |
| 10 | 1月31日        | ARTIST FCスペシャル 井上由美子の時間です #3           | 井上由美子          | 生放送   |                         |
| 11 | 2月22日        | ARTIST FC 櫻坂46スペシャル 第二弾                     | 山﨑天（櫻坂46）    | 録音放送 | [ 37 ] [ 38 ]           |

### ARTIST FCスペシャル ～NewStar～
更に2023年9月に、主に2020年以降にデビューしたアーティストをゲストに迎え、これまでの道のりやアーティスト人生には欠かせない楽曲を、パーソナリティの(当時)文化放送アナウンサー・西川あやのが聞き出す企画『ARTIST FCスペシャル ～NewStar～』（アーティスト エフ・シー スペシャル ニュースター）を、3時台に放送した。2024年8月時点で、2回目の放送はされていない。
| 回 | 初回放送日     | ゲスト                           | 出典・備考           |
| -- | -------------- | -------------------------------- | -------------------- |
| 1  | 2023年 9月22日 | RYOJI・GHEE（WOLF HOWL HARMONY） | [ 39 ] [ 40 ] [ 41 ] |

### その他
2023年11月17日（16日深夜）の4時台は、去る同月3日に文化放送の大型イベント「好きがつながる! もっとひろがる! 浜松町ハーベストフェスター浜祭ー2023」内で、同局本社ビル1階メディアプラス広場にて開催された『仁科美咲の遊々ミュージック』（毎週日曜早朝に放送中の音楽トーク番組）の公開録音ライブイベント「遊々ミュージック 演歌フェスティバル in 浜祭」の模様を『ARTIST FCスペシャル』として放送。
- ARTIST FCスペシャル『遊々ミュージック 演歌フェスティバル in 浜祭』
  - 放送日：2023年11月17日 4:00 - 4:44
  - 司会進行：仁科美咲（番組パーソナリティ）[43]
  - 出演：水田竜子、羽山みずき、山西アカリ、青山新

## 番組発推薦曲
※番組初週のコーナー名は「文化放送 今週の歌」で、2週目以降は「ARTIST FC 今週の歌」に変更。同コーナーの各放送週の上枠が3時台（主にJ-POP・アイドルソング・アニメソング）、下枠が4時台（主に演歌・歌謡曲）にそれぞれ放送された楽曲。